# Cristo negro (película)
Cristo negro es una película española de drama estrenada en 1963, dirigida por Ramón Torrado, coautor del guion junto a  Joaquín Romero Marchent y protagonizada en el papel principal por René Muñoz, actor cubano famoso por haber protagonizado el film Fray Escoba dos años antes.
Por su labor como compositor en la película, Manuel Parada recibió el galardón a la mejor música en los premios del Sindicato Nacional del Espectáculo de 1962.

## Sinopsis
Mikoa es un joven de raza negra, educado en la misión del Padre Braulio tras el asesinato de su padre, y bautizado como Martín. Está enamorado de Mary, una chica blanca a la que conoce desde la infancia, hija del terrateniente Janson. Un día, mientras pasea con su amiga, se encuentra con Charles, un antiguo capataz blanco que asesinó a su padre. En el transcurso de una fiesta, Charles ataca a Mikoa y éste intenta defenderse.

## Reparto
- René Muñoz ... Mikoa / Martín
- Jesús Tordesillas ... Padre Braulio
- María Silva ... Mary Janson
- José Bódalo ... Janson
- Charito del Río ... Sor Alice
- María Antonieta Hernández ...	Nina
- Fernando Hilbeck ... Dr. Richard Crock
- José Manuel Martín ... Charles
- Wilhem P. Elie
- Rafael Hernández ... Robert